# Volksbank Hohenlimburg

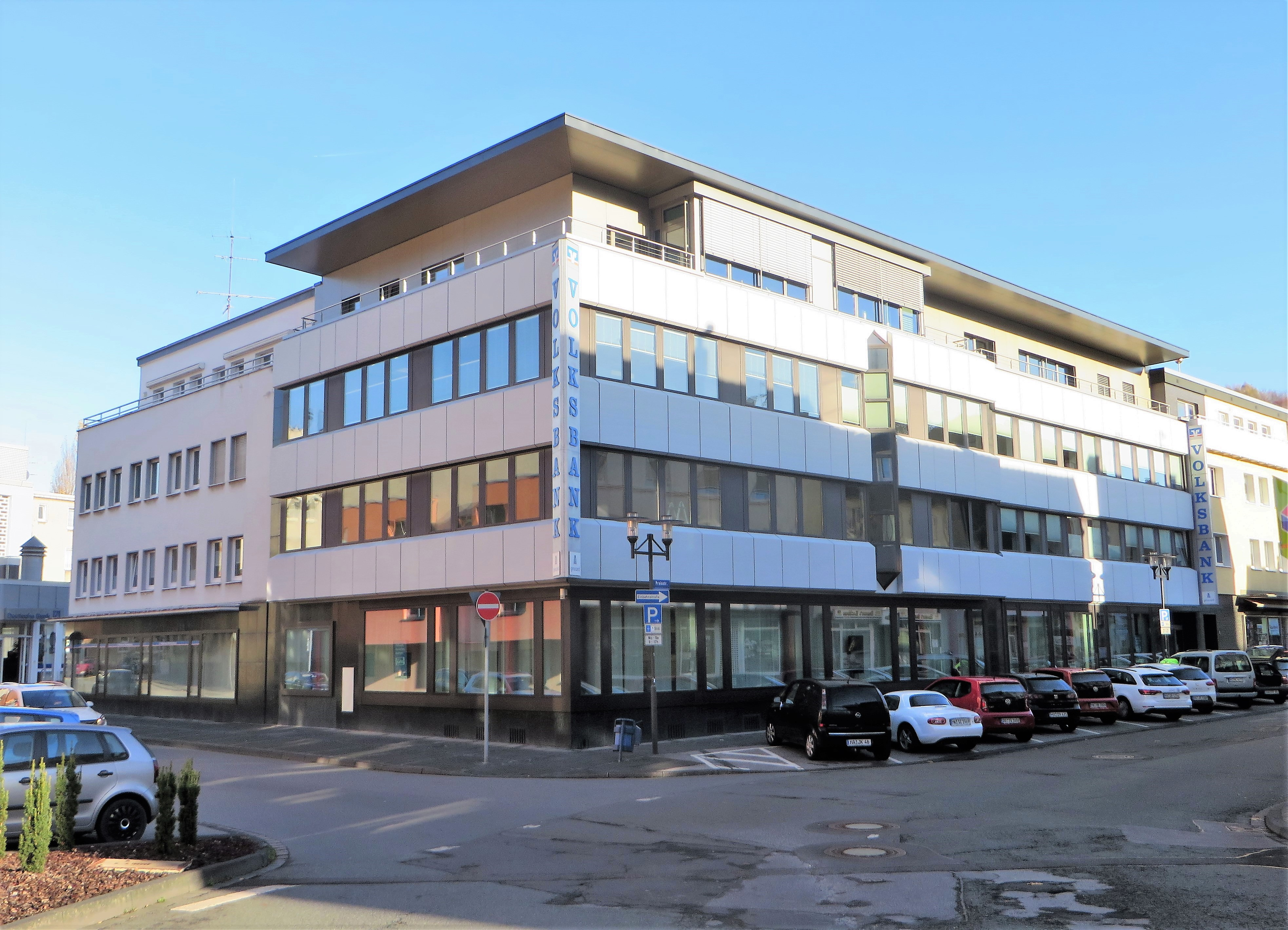
Volksbank in Hohenlimburg

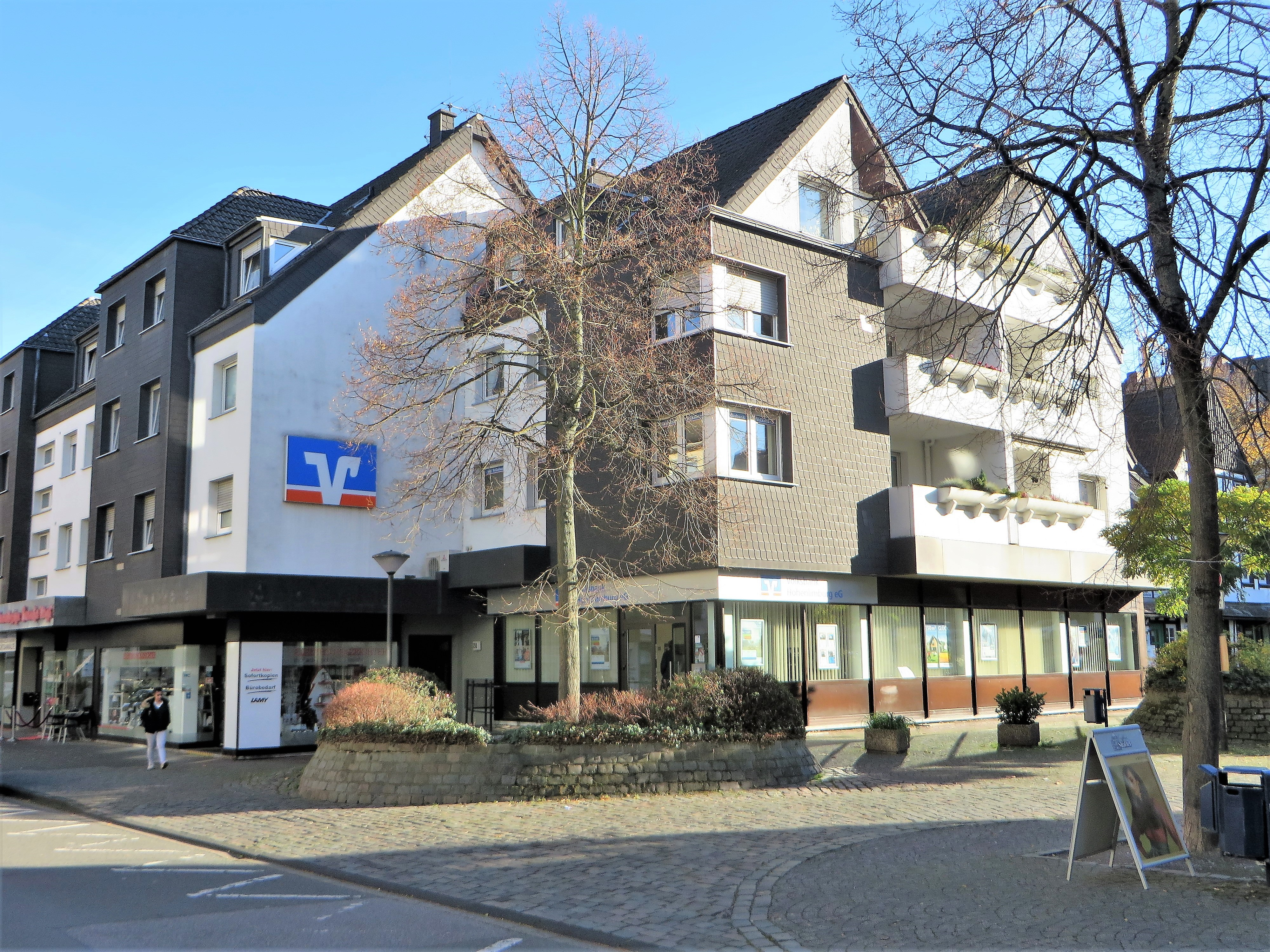
Volksbank in Elsey am Marktplatz

Die Volksbank Hohenlimburg eG ist eine Genossenschaftsbank mit Sitz im Stadtteil Hohenlimburg der kreisfreien Stadt Hagen.

## Geschichte
Die heutige Volksbank Hohenlimburg eG wurde am 12. Februar 1925 als Spar- und Darlehnskasse eGmuH Hohenlimburg in Hohenlimburg gegründet und hat sich bis heute ihre Eigenständigkeit bewahrt.
Ende Mai 2025 wurde bekannt, dass der bisherige Vorstand Kesper die Bank verlässt. Für ihn rückte Thorsten Gerhold in den Vorstand, der bislang in einer Sparkasse tätig war.

## Rechtsverhältnisse
Die Volksbank Hohenlimburg eG ist im Genossenschaftsregister beim Amtsgericht Hagen unter GnR 216 eingetragen.

## Organisationsstruktur
Rechtsgrundlagen sind das Genossenschaftsgesetz und die durch die Vertreterversammlung beschlossene Satzung. Organe der Bank sind der Vorstand, der Aufsichtsrat und die Vertreterversammlung.

## Sicherungseinrichtung
Die Volksbank Hohenlimburg eG ist der amtlich anerkannten Sicherungseinrichtung des Bundesverbandes der Deutschen Volksbanken und Raiffeisenbanken GmbH und der zusätzlichen freiwilligen Sicherungseinrichtung des Bundesverbandes der Deutschen Volksbanken und Raiffeisenbanken e.V. angeschlossen.

## Geschäftsausrichtung
Die Volksbank Hohenlimburg eG betreibt das Universalbankgeschäft. Im Verbundgeschäft arbeitet sie mit der DZ Bank, R+V Versicherung, Bausparkasse Schwäbisch Hall, Teambank, VR Leasing,  DZ Hyp und der Union Investment zusammen.

## Geschäftsgebiet
Das Geschäftsgebiet liegt im Osten von Hagen und im Westen des Märkischen Kreises.
An diesen Orten betreibt die Bank Filialen:
- Hohenlimburg (Hauptstelle, jur. Sitz)
- Nachrodt-Wiblingwerde (Geschäftsstelle)
- Elsey (Geschäftsstelle)

Ebenfalls in Hagen mit sich angrenzendem Geschäftsgebiet ist die Märkische Bank eG ansässig.